# Жёлтый 2G
Жёлтый 2G (англ. Yellow 2G), также известен как C.I. Acid Yellow 17, Lissamine Fast Yellow, C.I. 18965 — синтетический пищевой краситель, зарегистрированный как пищевая добавка E107.

## Свойства
Имеет вид жёлтого порошка, растворимого в воде.
Может вызывать аллергическую реакцию, в особенности у тех, кто не переносит аспирин или болен бронхиальной астмой. Это одна из добавок, которую организация en:Hyperactive Children's Support Group рекомендует исключить из рациона детей.
В настоящее время  в ряде стран (Австрия, Норвегия, Швеция, Швейцария, Япония) этот азокраситель запретили к использованию, предлагается полный запрет в странах ЕС (краситель используется лишь в Великобритании).